# جورج كريستيانسن (دبلوماسي)
جورج كريستيانسن (بالنرويجية البوكمول: Georg Kristiansen)‏ هو دبلوماسي نرويجي، ولد في 4 مارس 1917، وتوفي في 24 أغسطس 2003.